# مارك هيلتون (تنس)
مارك هيلتون (بالإنجليزية: Mark Hilton)‏ مواليد 20 أبريل 1981 في تشستر، هو لاعب كرة مضرب بريطاني بدأ مسيرته كمحترف سنة 2000 يلعب باليد اليسرى. أعلى تصنيف له في الفردي كان المركز الـ 202 في سنة 2005. أعلى تصنيف له في الزوجي كان المركز الـ 160 في سنة 2005.

## النهائيات

### الزوجي: (3)
| الرقم | السنة | الدورة                    | الأرضية | الشريك       | المنافس في النهائي         | النتيجة في النهائي |
| ----- | ----- | ------------------------- | ------- | ------------ | -------------------------- | ------------------ |
| 1.    | 2005  | ريكسهام, المملكة المتحدة  | صلبة    | جوناثان ماري | توماس كيتولا فريدريك نيلسن | 6-3, 6-2           |
| 2.    | 2005  | نوتنغهام, المملكة المتحدة | صلبة    | جوناثان ماري | مصطفى غوث هارش مانكاد      | 6-4, 3-6, 6-3      |
| 3.    | 2005  | مانشستر, المملكة المتحدة  | عشبية   | جوناثان ماري | جيمس أوكلاند دانيال كيرنان | 6-3, 6-2           |

## روابط خارجية
- مارك هيلتون على موقع رابطة محترفي التنس (الإنجليزية)
- مارك هيلتون على موقع الاتحاد الدولي لكرة المضرب (الإنجليزية)
- مارك هيلتون على موقع خلاصة التنس.كوم (الإنجليزية)